# Blue Water Cycling/Saison 2012
Dieser Artikel listet Erfolge und Fahrer des Radsportteams Blue Water Cycling in der Saison 2012 auf.
Die Mannschaft belegte in der UCI Europe Tour 2012 Rang 84.

## Erfolge in der UCI Europe Tour
In der Saison 2012 gelangen dem Team nachstehende Erfolge in der UCI Europe Tour.
| Datum   | Rennen                                          | Kat. | Sieger                  |
| ------- | ----------------------------------------------- | ---- | ----------------------- |
| 23. Mai | 4. Etappe An Post Rás                           | 2.2  | Mark Pedersen           |
| 26. Mai | 7. Etappe An Post Rás                           | 2.2  | Lasse Norman Hansen     |
| 8. Juni | Dänische Meisterschaft – Einzelzeitfahren (U23) | NC   | Rasmus Christian Quaade |

## Mannschaft
| Name                      | Geburtstag        | Nationalität | Team 2011                            |
| ------------------------- | ----------------- | ------------ | ------------------------------------ |
| Glenn Bak                 | 7. Juni 1981      | Dänemark     | Team Energi Fyn                      |
| Rolf Broge (bis 31. Juli) | 21. November 1988 | Dänemark     | Neoprofi                             |
| Andreas Frisch            | 6. Mai 1986       | Dänemark     | Team Concordia Forsikring-Himmerland |
| Lasse Norman Hansen       | 11. Februar 1992  | Dänemark     | Team Concordia Forsikring-Himmerland |
| Christian Jensen          | 5. März 1992      | Dänemark     | Team Energi Fyn                      |
| Casper Larsen             | 4. Januar 1992    | Dänemark     | Neoprofi                             |
| Morten Larsen             | 28. Januar 1985   | Dänemark     | Stenca Trading (2010)                |
| Jacob Nielsen             | 12. Januar 1978   | Dänemark     | Glud & Marstrand-LRØ                 |
| Jesper Nielsen            | 7. Juli 1984      | Dänemark     | Christina Watches-Onfone             |
| Mark Pedersen             | 6. November 1991  | Dänemark     | Neoprofi                             |
| Søren Pugdahl             | 17. Oktober 1987  | Dänemark     | Team Energi Fyn                      |
| Rasmus Christian Quaade   | 7. Januar 1990    | Dänemark     | Team Concordia Forsikring-Himmerland |
| Thomas Riis               | 31. August 1992   | Dänemark     | Neoprofi                             |
| Frederik Thalund          | 9. Februar 1993   | Dänemark     | Neoprofi                             |